# Hans Hansen
Hans Hansen (Næstved község, Dánia, 1769. február 22. – Koppenhága, 1828. február 11.) dán portréfestő.

## Élete

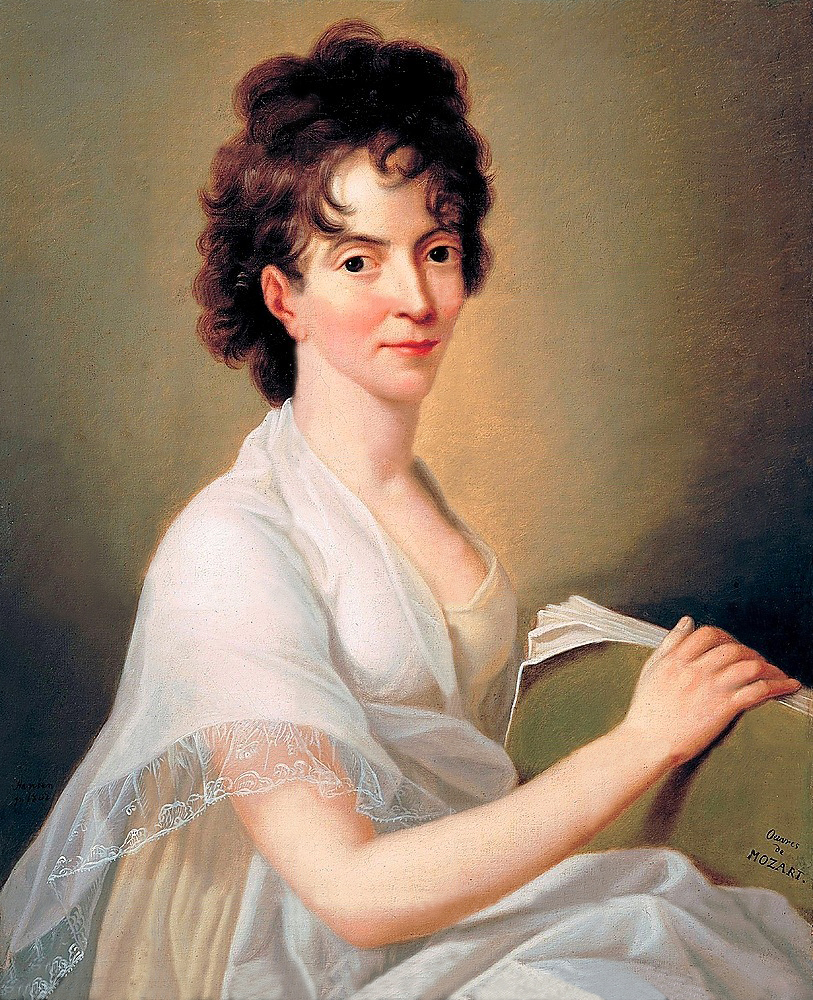
Constanze Weber portréja (1802)

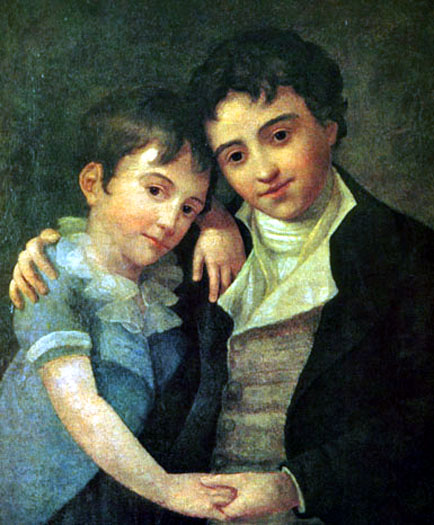
Carl és Franz Xaver Mozart (1798)

Hansen a dániai Næstved településen, Skelbyben született. Apja a Háborús Kancellárián dolgozott, később farmvezető lett. Amikor Hansen művészi képességei megmutatkoztak, elnyerte Carl Adolph von Plessen udvari kamarás támogatását, ami lehetővé tette számára, hogy beiratkozzon a Dán Királyi Képzőművészeti Akadémiára. Ott tartózkodása alatt ezüstérmet szerzett 1789-ben és 1791-ben. Ebből az időszakból származó naplója szerint kollégája, Jens Juel arcképét festette meg.
1793 és 1797 között vándor portréfestőként utazott Jyllandon és Fynon, majd további anyagi támogatást kapott Plessentől, ami lehetővé tette számára, hogy Hamburgban és Bécsben folyassa tanulmányait. A Fonden ad usus publicos finanszírozásban részesült, amely alapítványt V. Frigyes dán király 1765-ben tette a művészeti és tudományos törekvések támogatására. Nem sokkal azután. rövid ideig tanulhatott Rómában, majd visszament Bécsbe.
Miután visszatért Koppenhágába, a Királyi Akadémia tagjelöltje és 1809-ben rendes tagja lett. Kísérletei, hogy professzorrá váljon sikertelenek maradtak, de 1815-ben a Charlottenborg-palota művésze lett. 1817 és 1825 között az Akadémia oktatója volt, ahol perspektívát és matematikát tanított. Utolsó éveiben a legtöbb időt a Frederiksborg kastély régi portréinak helyreállításával töltötte.
Leginkább a Mozart családról, második bécsi tartózkodása idején készített portréiról ismert: Constanze Weberről, valamint fiainak, Carl Thomas Mozartnak és Franz Xaver Wolfgang Mozartnak a kettős portréjáról, amelyek jelenleg Salzburgban láthatók.
Wolfgang Amadeus Mozart (1756–1791) 1762-ben született özvegyét, Constanzét  akkor festette meg, amikor a dán diplomata, Georg Nikolaus von Nissen (1761–1826) feleségül vette. 1803-ban összeházasodott az 1778-ban született Jørgine Henriette Lie-vel, és hamarosan született fiukat Constantint (1804–1880), aki szintén híres festő lett, Constanzéról, a keresztanyjáról nevezték el.
Hansennek modellt ült még Eline Heger, Christian Ditlev Frederik Reventlow, Anders Sandøe Ørsted, CA Lorentzen, Adam Wilhelm Moltke, Andreas Hallander, Vilhelmine Marie hercegnő, Friederich Münter, Bolette Puggaard és VI. Frigyes dán király.
Hansen és felesége tífuszban haltak meg egy hónapon belül. A koppenhágai Garnisons temetőben vannak eltemetve.

## Fordítás
- Ez a szócikk részben vagy egészben  a   Hans Hansen (portrait painter) című angol Wikipédia-szócikk ezen változatának fordításán alapul.  Az eredeti cikk szerkesztőit annak laptörténete sorolja fel. Ez a jelzés csupán a megfogalmazás eredetét és a szerzői jogokat jelzi, nem szolgál a cikkben szereplő információk forrásmegjelöléseként.